# Ex (textredigerare)
ex är en radeditor i unixliknande operativsystem utvecklad ursprungligen av Bill Joy år 1976. Funktionaliteten har inarbetats i vi. I Posix- och SUS-specifikationerna anges ex stöda också helskärmsläge motsvarande det i vi. Ex baseras på den äldre ed; namnet härleds från "extended", utökad, alltså "den mer avancerade textredigeraren".
Radeditorer är textredigerare där man redigerar en rad åt gången, ofta med redigeringskommandon. De var ursprungligen anpassade för elektromekaniska fjärrskriftsmaskiner (TTY:er). Själva dokumentet eller delar av det skrivs i allmänhet bara ut på begäran – annat hade varit pappersslöseri. Då man vill skriva text kan man till exempel ge ett kommando för att infoga eller ersätta text, varvid den text man skriver kan uppfattas som en parameter till kommandot. Till exempel kan man med kommandot "s/XXX/YYY/g" ersätta XXX med YYY i den valda delen av filen (s står för "subsitute", ersätt, g för "global", inte bara första förekomsten).
Också om den ursprungliga funktionen som primär textredigerare sällan är aktuell används det kraftfulla kommandospråket i vissa situationer, till exempel för systematiska ändringar i en eller flera filer, eller då ett system inte stöder helskärmsläge (till exempel vid fjärradministration då terminaldatabasen är skadad och styrkoderna för att adressera vissa delar av skärmen därför inte kan användas). vi inkluderar det mesta av ex' funktionalitet – i själva verket är vi en vidareutveckling av det "visuella läge" som ex utökades med då videoterminaler började bli vanliga.